# Шульгин, Сергей Александрович
Серге́й Алекса́ндрович Шульги́н (22 февраля 1963, Москва) — советский и российский футболист, защитник.
Выступал за дубль «Спартака». Но его конкурентами за место в основе были Борис Поздняков и Геннадий Морозов. Поэтому Сергей решил уйти из команды.
Перешёл в ЦСКА. В составе армейского клуба сыграл против «Спартака». ЦСКА в той встрече был разгромлен со счётом 0:6.
Выступал за «Локомотив» (Москва) и «Геолог» (Тюмень). Затем защищал цвета московского «Асмарала». В 1992 году в составе команды пробился в восьмёрку сильнейших клубов чемпионата России.
После выступлений за «Асмарал» играл за московское «Динамо». В 1994 году под руководством Константина Ивановича Бескова боролся за победу в чемпионате России, но в итоге «Динамо» уступило в чемпионской гонке «Спартаку». В 1995 года стал обладателем Кубка России (в финале против «Ротора» реализовал один из послематчевых пенальти).
После окончания карьеры работал (с мая 2006 года) начальником команды «Носта» (Новотроицк). Затем (с августа 2007 года) был тренером-селекционером раменского «Сатурна».